# Besné

Situation de la commune de Besné dans le département de la Loire-Atlantique.

Cet article possède un paronyme, voir Bernay.
Besné [bɛne]  est une commune de l'Ouest de la France, située dans le département de la Loire-Atlantique, en région Pays de la Loire.

## Géographie
Besné se situe à 21 km de Saint-Nazaire, 58 km de Nantes et 65 km de Vannes.
|         | Pontchâteau |           |
| Crossac | Besné       | Prinquiau |
|         | Donges      |           |

### Climat
Pour des articles plus généraux, voir Climat des Pays de la Loire et Climat de la Loire-Atlantique.
En 2010, le climat de la commune est de type climat méditerranéen altéré, selon une étude du CNRS s'appuyant sur une série de données couvrant la période 1971-2000. En 2020, Météo-France publie une typologie des climats de la France métropolitaine dans laquelle la commune est exposée à un climat océanique et est dans la région climatique  Bretagne orientale et méridionale, Pays nantais, Vendée, caractérisée par une faible pluviométrie en été et une bonne insolation. 
Pour la période 1971-2000, la température annuelle moyenne est de 12,2 °C, avec une amplitude thermique annuelle de 12,9 °C. Le cumul annuel moyen de précipitations est de 740 mm, avec 12,4 jours de précipitations en janvier et 5,7 jours en juillet. Pour la période 1991-2020, la température moyenne annuelle observée sur la station météorologique de Météo-France la plus proche, « Saint-Nazaire-Montoir », sur la commune de Montoir-de-Bretagne à 9 km à vol d'oiseau, est de 12,6 °C et le cumul annuel moyen de précipitations est de 792,0 mm,. Pour l'avenir, les paramètres climatiques de la commune estimés pour 2050 selon différents scénarios d'émission de gaz à effet de serre sont consultables sur un site dédié publié par Météo-France en novembre 2022.

## Urbanisme

### Typologie
Au 1er janvier 2024, Besné est catégorisée commune rurale à habitat dispersé, selon la nouvelle grille communale de densité à sept niveaux définie par l'Insee en 2022.
Elle est située hors unité urbaine. Par ailleurs la commune fait partie de l'aire d'attraction de Saint-Nazaire, dont elle est une commune de la couronne,. Cette aire, qui regroupe 24 communes, est catégorisée dans les aires de 200 000 à moins de 700 000 habitants,.

### Occupation des sols
L'occupation des sols de la commune, telle qu'elle ressort de la base de données européenne d’occupation biophysique des sols Corine Land Cover (CLC), est marquée par l'importance des territoires agricoles (64,2 % en 2018), en diminution par rapport à 1990 (72,9 %). La répartition détaillée en 2018 est la suivante : 
prairies (43,4 %), zones agricoles hétérogènes (16,3 %), zones urbanisées (16,2 %), zones humides intérieures (12,7 %), forêts (6,9 %), terres arables (4,5 %). L'évolution de l’occupation des sols de la commune et de ses infrastructures peut être observée sur les différentes représentations cartographiques du territoire : la carte de Cassini (XVIIIe siècle), la carte d'état-major (1820-1866) et les cartes ou photos aériennes de l'IGN pour la période actuelle (1950 à aujourd'hui).

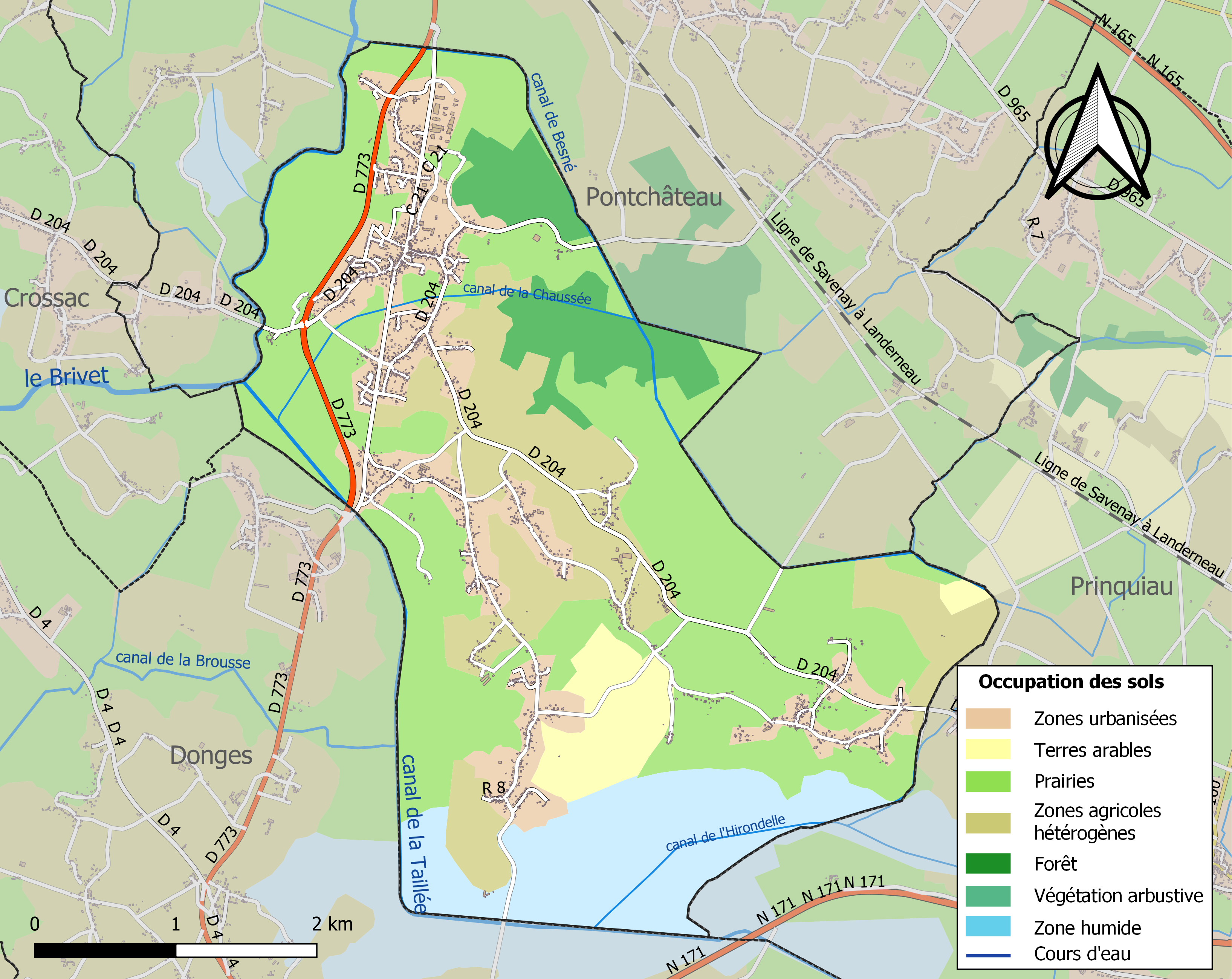
Carte des infrastructures et de l'occupation des sols de la commune en 2018 (CLC).

## Toponymie
Le nom de la localité est attesté sous les formes Vindunita et Vindunitensis insula au VIe siècle, Bethene en 1120, Beene en 1516.
Le nom de Besné viendrait du gaulois Vind(o)ened, signifiant probablement « Île Sacrée », de vindo : « blanc », « pur », « sacré », et de ened : « île ».[réf. nécessaire]. Le gaulois Vind(o)ened a été latinisé sous la forme Vinduneta Insula, comme le montre un document du VIe siècle, première forme attestée du nom de la commune. Le gaulois vindo se prononçait « ouine do ». L'évolution du « w » en « b » est apparue en latin au début du Ier siècle, donc la transformation de Vinduneta en Besné suppose que le latin était suffisamment implanté à cette époque pour permettre cette modification. À partir du IIIe siècle cette consonne « w » devenue « b » a de nouveau évolué en « v », le maintien du « b » s'explique par la perte de l'influence du latin dans la région. À la fin du VIe siècle des bretons venus du sud-est de la Grande-Bretagne s'installèrent dans la commune ; sans l'influence latine durant l'époque gallo romaine, Vinduneta serait devenue quelque chose comme Guesné. Ainsi, le nom de la commune est devenu Besné en français moderne.
Besné possède un nom en gallo, la langue d'oïl locale, écrit Bénë selon l'écriture ABCD, Béné et Bènee selon l'écriture MOGA ou Bèsnét selon l'écriture ELG. De multiples prononciations ont été relevées en gallo : [be.ne], [be.nə], [be.nəː] et [bɛ.nəː],.
En 1943, Théophile Jeusset crée un premier nom breton pour la localité : Bezenez. Le nom breton actuel est Gwennenid.

## Histoire
L'extraction de l'or est avérée à l'époque romaine.
Au début du VIe siècle, vers l'an 510, naquit à Besné un enfant nommé Friard, qui grandit dans une famille de laboureurs. Le récit de sa vie constitue le dixième chapitre de la Vie des Pères de Grégoire de Tours.
Les travaux et les soins que demande la terre pour produire ses fruits lui rappelaient chaque jour que son âme était un champ dont Dieu lui avait confié la culture.
À l'âge de 53 ans, il décida de se retirer dans la solitude et l'austérité ; il fut bientôt rejoint par un Nantais du nom de Secondel ; tous deux décidèrent de mener une vie humble et pauvre dans la prière et la pénitence.
À leur mort, ils furent canonisés par la voix du peuple et devinrent, plus tard, les illustres saints patrons de la paroisse.

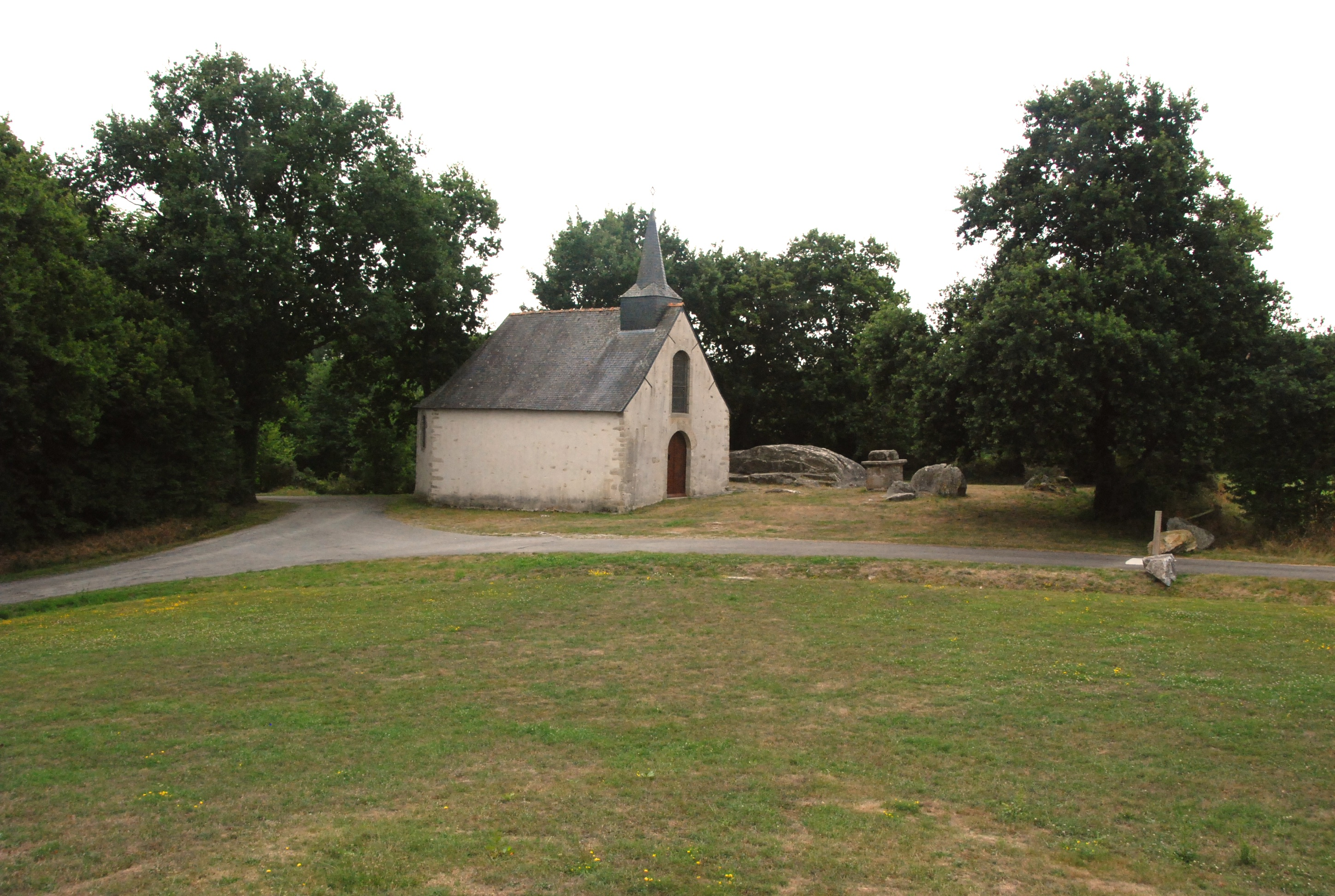
Chapelle Saint-Second, rebâtie sur les bases d'une ancienne chapelle vers 1640.
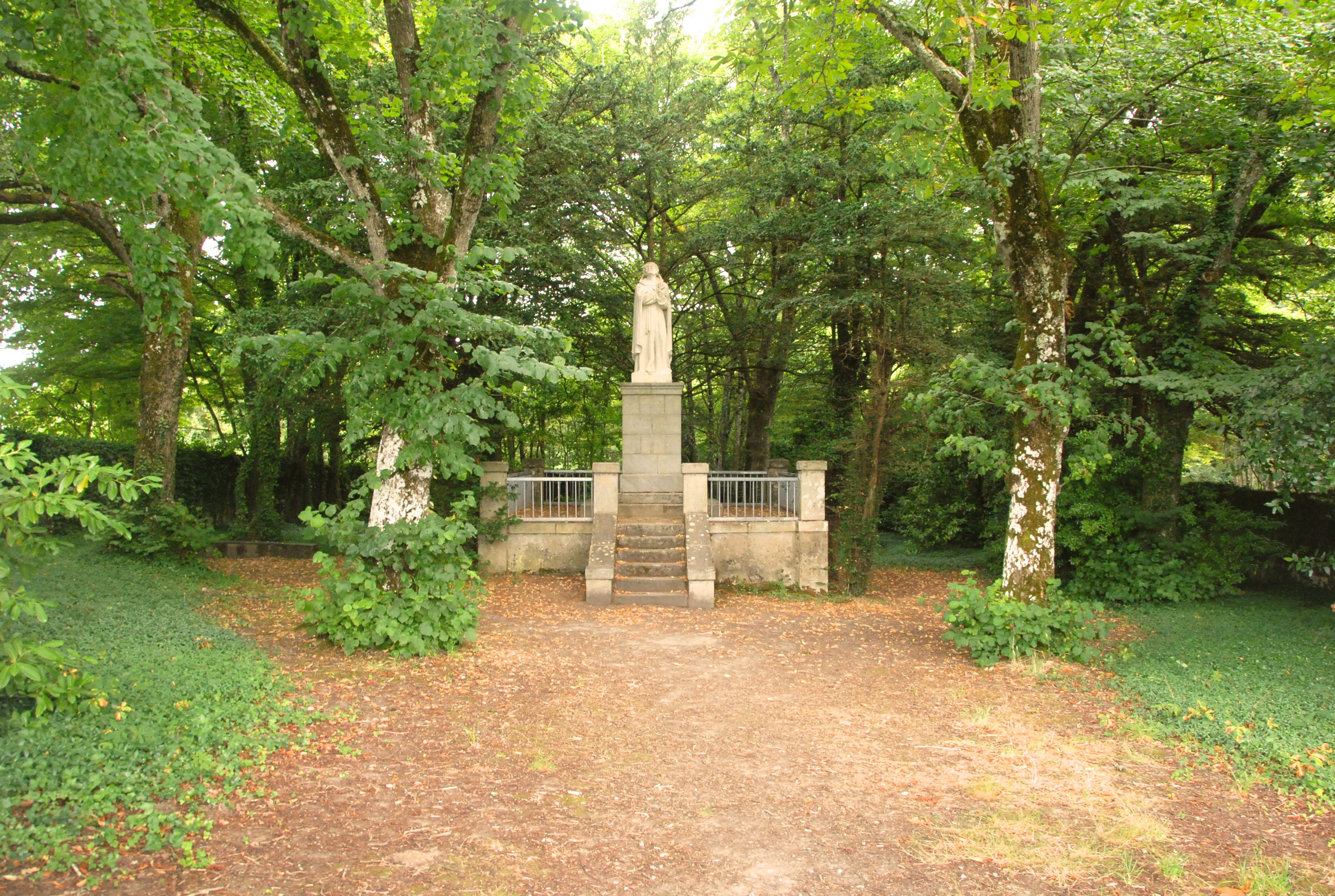
Statue de saint Second(1854) dans un enclos où saints Friard et Second devaient cultiver leur jardin.
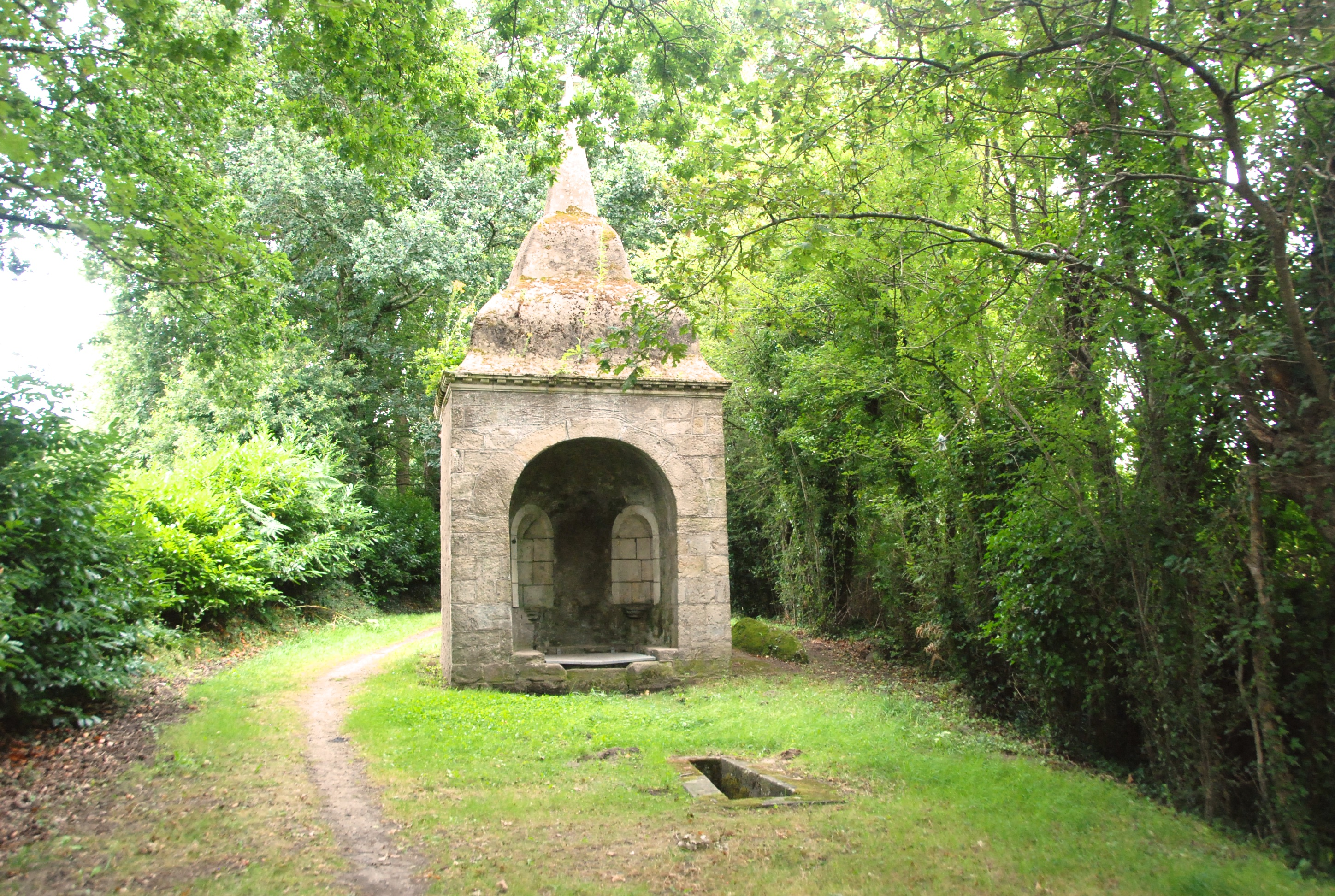
Oratoire et fontaine du XVe siècle.

Le cœur de la paroisse était bien sûr le bourg avec son église.
On ignore l'époque à laquelle fut construite la première église.
L'église était entourée d'un cimetière, dans lequel se dressait au côté ouest, une croix celtique qui fut déplacée dans l'actuel cimetière en 1872.
Vers 1880, le père Audiger, curé, décide de remplacer l'antique bâtisse par une église neuve suivant la mode de l'époque.
L'architecte Fraboulet dessina un plan qui sortait de la banalité de l'époque.

## Héraldique
| Blason | Blasonnement : Contre-vairé d'or et de gueules. Commentaires : Armes de la famille de Besné. Blason (délibération municipale du 2 mars 1972) enregistré le 19 juillet 1972. |

## Politique et administration
| Période                                  | Période   | Identité             | Étiquette | Qualité                                                   |
| ---------------------------------------- | --------- | -------------------- | --------- | --------------------------------------------------------- |
| mars 1908                                | mars 1919 | Jean-Baptiste Héraud | Droite    | Ancien instituteur                                        |
| mars 1919                                | mars 1942 | Alfred Gergaud       | Droite    | Cultivateur                                               |
| mars 1942                                | mars 1947 | Alphonse Richard     | Droite    | Retraité de la Gendarmerie                                |
| mars 1947                                | mars 1950 | Isidore Russon       | Droite    | Cultivateur                                               |
| mars 1950                                | mars 1965 | Alphonse Richard     | Droite    | Retraité de la gendarmerie                                |
| mars 1965                                | mars 1971 | Ignace Blain         | UNR       | Retraité de la gendarmerie                                |
| mars 1971                                | mars 1977 | Jules Tual           | Droite    | Retraité de la SNCF                                       |
| mars 1977                                | mars 1983 | René Chatal          | DVG       | Avocat                                                    |
| mars 1983                                | mars 2008 | Alain Peny           | UDF       | Professeur agrégé (H.C.), conseiller régional(1986-2004). |
| mars 2008                                | En cours  | Sylvie Cauchie       | SE        | Mère au foyer                                             |
| Les données manquantes sont à compléter. |           |                      |           |                                                           |

## Population et société

### Démographie
Selon le classement établi par l'Insee, Besné fait partie de l'aire urbaine et de la zone d'emploi de Saint-Nazaire et du bassin de vie de Pontchâteau. Elle n'est intégrée dans aucune unité urbaine. Toujours selon l'Insee, en 2010, la répartition de la population sur le territoire de la commune était considérée comme « peu dense » : 99 % des habitants résidaient dans des zones « peu denses » et 1 % dans des zones « très peu denses ».

#### Évolution démographique
L'évolution du nombre d'habitants est connue à travers les recensements de la population effectués dans la commune depuis 1793. Pour les communes de moins de 10 000 habitants, une enquête de recensement portant sur toute la population est réalisée tous les cinq ans, les populations de référence des années intermédiaires étant quant à elles estimées par interpolation ou extrapolation. Pour la commune, le premier recensement exhaustif entrant dans le cadre du nouveau dispositif a été réalisé en 2005.

En 2022, la commune comptait 3 317 habitants, en évolution de +10,6 % par rapport à 2016 (Loire-Atlantique : +6,68 %, France hors Mayotte : +2,11 %).
| 1793 | 1800 | 1806 | 1821 | 1831  | 1836  | 1841  | 1846  | 1851  |
| ---- | ---- | ---- | ---- | ----- | ----- | ----- | ----- | ----- |
| 850  | 816  | 885  | 865  | 1 083 | 1 026 | 1 037 | 1 103 | 1 131 |

| 1856  | 1861  | 1866  | 1872  | 1876  | 1881  | 1886  | 1891  | 1896  |
| ----- | ----- | ----- | ----- | ----- | ----- | ----- | ----- | ----- |
| 1 114 | 1 214 | 1 244 | 1 227 | 1 189 | 1 229 | 1 285 | 1 259 | 1 268 |

| 1901  | 1906  | 1911  | 1921  | 1926  | 1931  | 1936  | 1946  | 1954  |
| ----- | ----- | ----- | ----- | ----- | ----- | ----- | ----- | ----- |
| 1 189 | 1 219 | 1 173 | 1 098 | 1 057 | 1 053 | 1 030 | 1 067 | 1 227 |

| 1962  | 1968  | 1975  | 1982  | 1990  | 1999  | 2005  | 2006  | 2010  |
| ----- | ----- | ----- | ----- | ----- | ----- | ----- | ----- | ----- |
| 1 332 | 1 440 | 1 636 | 2 062 | 2 059 | 2 029 | 2 211 | 2 237 | 2 646 |

| 2015  | 2020  | 2022  | - | - | - | - | - | - |
| ----- | ----- | ----- | - | - | - | - | - | - |
| 2 958 | 3 249 | 3 317 | - | - | - | - | - | - |

#### Pyramide des âges
La population de la commune est relativement jeune.
En 2018, le taux de personnes d'un âge inférieur à 30 ans s'élève à 39,8 %, soit au-dessus de la moyenne départementale (37,3 %). À l'inverse, le taux de personnes d'âge supérieur à 60 ans est de 17,1 % la même année, alors qu'il est de 23,8 % au niveau départemental.
En 2018, la commune comptait 1 562 hommes pour 1 555 femmes, soit un taux de 50,11 % d'hommes, légèrement supérieur au taux départemental (48,58 %).
Les pyramides des âges de la commune et du département s'établissent comme suit.
| Hommes | Classe d’âge | Femmes |
| ------ | ------------ | ------ |
| 0,0    | 90 ou +      | 0,3    |
| 3,4    | 75-89 ans    | 4,9    |
| 11,6   | 60-74 ans    | 13,9   |
| 20,6   | 45-59 ans    | 17,9   |
| 24,3   | 30-44 ans    | 23,4   |
| 15,7   | 15-29 ans    | 14,6   |
| 24,4   | 0-14 ans     | 25,0   |

| Hommes | Classe d’âge | Femmes |
| ------ | ------------ | ------ |
| 0,6    | 90 ou +      | 1,8    |
| 6      | 75-89 ans    | 8,6    |
| 15,1   | 60-74 ans    | 16,4   |
| 19,4   | 45-59 ans    | 18,8   |
| 20,1   | 30-44 ans    | 19,3   |
| 19,2   | 15-29 ans    | 17,4   |
| 19,5   | 0-14 ans     | 17,6   |

## Lieux et monuments

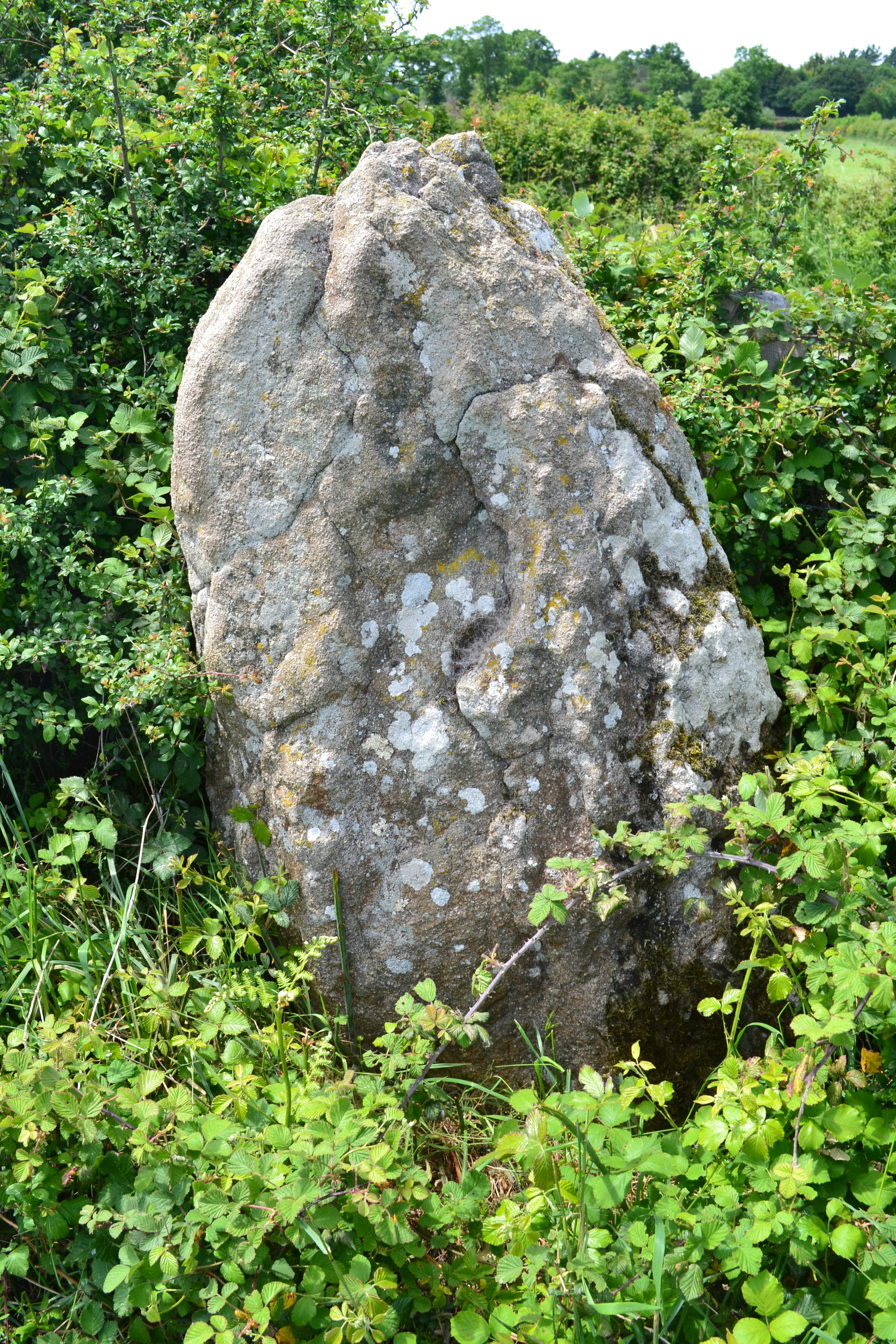
Menhir de Treffier.

- Menhir de Treffier : petit menhir de 1,30 m de hauteur[28].
- Menhir de Tréveron : petit bloc de 0,80 m en bordure du Brivet[28].
- Vieux manoir du Plessis.
- Trois moulins à vent dont deux de 1800.
- Église Saint-Friard (XIXe siècle) : fonts sculptés XVIe siècle, deux sarcophages VIe siècle dans la crypte.
- Chapelle Saint-Second (XVIIe siècle) et sa fontaine.
- Croix celtique au cimetière du début du XVe siècle ; trois autres croix sculptées.
- Rives du Brivet.
- Marais.
- Nombreux canaux.

## Divers
Selon le découpage de la région Bretagne fait par Erwan Vallerie, Besné fait partie du pays traditionnel de la Brière et du pays historique du Pays nantais.